# Scoresby sund
Scoresby sund, grönländska Kangertittivaq, i Sermersooq kommun i den östra delen av Grönland är världens längsta fjord, 350 km lång. Vid fjorden ligger orten Ittoqqortoormiit (Scoresbysund).
Fjorden ligger i kommunen Sermersooq, i den östra delen av Grönland, 1 300 km nordost om huvudstaden Nuuk.